# Bulava Taganrog
 (mars 2012).
Si vous disposez d'ouvrages ou d'articles de référence ou si vous connaissez des sites web de qualité traitant du thème abordé ici, merci de compléter l'article en donnant les références utiles à sa vérifiabilité et en les liant à la section « Notes et références ».
Dernière mise à jour : 10 juillet 2012.
Bulava Taganrog est un club russe de rugby à XV de la ville de Taganrog, en Russie. Il participe à la Professional Rugby League, le championnat de première division russe pour la saison 2012. En 2012, il est entrainé par l'ancien joueur de l'US Montauban et de la Section paloise, Viatcheslav Gratchiov.

## Palmarès
- Champion de Russie : néant

## Entraîneurs
- 2012 :  Viatcheslav Gratchiov
- 2019-2020 :  Viatcheslav Gratchiov

## Effectif 2013
| Nom                 | Poste            | Naissance         | Nationalité sportive | Sélections (points marqués) | Dernier club     |
| ------------------- | ---------------- | ----------------- | -------------------- | --------------------------- | ---------------- |
| Petrov Arkmen       | Pilier           | 18 septembre 1990 | Russie               | -                           | formé au club    |
| Nikolay Alexandruk  | Pilier           | 22 mai 1985       | Ukraine              | -                           | RC Aviator Kiev  |
| Alexander Edush     | Pilier           | 11 janvier 1992   | Russie               | -                           | formé au club    |
| Igor Lyashenko      | Pilier           | 12 avril 1984     | Russie               | -                           | formé au club    |
| Dmytro Mokretsov    | Pilier           | 24 mars 1988      | Ukraine              | ?? (?)                      | SC Sokil         |
| Mikhail Pravenky    | Pilier           | 31 décembre 1990  | Russie               | -                           | Dynamo le Don    |
| Evgeny Semenov      | Pilier           | 26 mai 1993       | Russie               | -                           | formé au club    |
| Artem Saltykov      | Pilier           | -                 | Russie               | -                           | Spartak GM       |
| Giorgi Velivanov    | Talonneur        | 22 mai 1985       | Russie               | -                           | Krasny Yar       |
| Alexander Kudelin   | Talonneur        | 26 avril 1984     | Russie               | -                           | Dynamo le Don    |
| Alexander Lyashenko | Deuxième ligne   | 17 mai 1992       | Russie               | -                           | Dynamo le Don    |
| Vladimir Karagodin  | Deuxième ligne   | 15 février 1980   | Russie               | -                           | Dynamo le Don    |
| Vladimir Nemoshny   | Deuxième ligne   | 25 septembre 1969 | Russie               | -                           | Empils Rostov    |
| Kirill Okhrimenko   | Deuxième ligne   | 27 mai 1994       | Russie               | -                           | formé au club    |
| Craig Bachurzewski  | Deuxième ligne   | 20 mai 1992       | Écosse               | Écosse -19 ans              | Dumfries Saints  |
| Stanislas Durand    | Troisième ligne  | 7 mai 1976        | France               | Fr. Amateurs                | RC Toulon        |
| Maxim Kozlovsky     | Troisième ligne  | 6 novembre 1987   | Russie               | -                           | Spartak GM       |
| Gheorghe Gajion     | Troisième ligne  | 13 janvier 1992   | Moldavie             | ?? (?)                      | UTM Chişinău     |
| Vasily Muhanko      | Troisième ligne  | 28 février 1984   | Russie               | -                           | Dynamo le Don    |
| Alexander Lyashenko | Troisième ligne  | 17 mai 1992       | Russie               | -                           | Dynamo le Don    |
| Alexander Ubushiyev | Troisième ligne  | 25 mars 1994      | Russie               | -                           | formé au club    |
| Grigory Gagikov     | Demi de mêlée    | 24 octobre 1987   | Russie               | -                           | Dynamo le Don    |
| Evgeny Reuka        | Demi de mêlée    | 9 avril 1986      | Russie               | -                           | formé au club    |
| Sergey Yanchy       | Demi de mêlée    | 8 juin 1984       | Ukraine              | ?? (?)                      | RC Olymp Kharkov |
| Andrey Simakov      | Demi d'ouverture | 30 août 1986      | Russie               | -                           | Yug Krasnodar    |
| Ghenadi Etveev      | 3/4 centre       | 7 mars 1990       | Moldavie             | ?? (?)                      | Olimp Electromaş |
| Evgeny Markov       | 3/4 centre       | 3 octobre 1986    | Russie               | -                           | Dynamo le Don    |
| Tudor Botnaru       | 3/4 centre       | 29 octobre 1980   | Moldavie             | -                           | Parma            |
| Maksim Kovalevsky   | 3/4 centre       | 29 mars 1989      | Ukraine              | -                           | UIPA Kharkiv     |
| Pavel Titarenko     | 3/4 centre       | 21 avril 1985     | Russie               | -                           | Imperia Penza    |
| Aleksandr Verigin   | 3/4 centre       | 23 octobre 1991   | Russie               | -                           | -                |
| Marek Grabovsky     | 3/4 aile         | 27 octobre 1992   | Ukraine              | -                           | SC Sokil         |
| Artur Karpov        | 3/4 aile         | 12 octobre 1993   | Russie               | -                           | formé au club    |
| Sergey Kleshnin     | 3/4 aile         | 10 mars 1984      | Russie               | -                           | Athlétisme       |
| Denis Kurylenko     | 3/4 aile         | 2 mai 1988        | Russie               | -                           | Dynamo le Don    |
| Eduard Toderica     | 3/4 aile         | 15 août 1988      | Moldavie             | ?? (?)                      | Enisey-STM       |